# Caridina jalihali
Caridina jalihali е вид десетоного от семейство Atyidae. Видът не е застрашен от изчезване.

## Разпространение и местообитание
Разпространен е в Индия (Тамил Наду).
Обитава сладководни басейни и реки.